# جيمس غوردون ليندسي
جيمس غوردون ليندسي (بالإنجليزية: James Gordon Lindsay)‏ هو وكيل مواهب أمريكي، ولد في 18 يونيو 1906 في صهيون، وتوفي في 1 أبريل 1973 في دالاس في الولايات المتحدة.